# Лукомская возвышенность
Лукомская возвышенность (бел. Лукомскае ўзвышша) — участок, выделяемый в северо-восточной части Ушачско-Лепельской возвышенности. Занимает часть территории Лепельского и Чашникского района Витебской области Белоруссии.
Протяжённость с севера на юг составляет 20 км, с запада на восток — от 6 до 24 км. Наибольшая высота над уровнем моря — 279 м (в 6 км к юго-востоку от деревни Новые Волосовичи Лепельского района).
Южная часть возвышенности сформирована под воздействием Московского оледенения (в белорусской терминологии — Сожского). На формирование северной части также повлияло Поозёрское оледенение. Моренный материал на склонах покрыт маломощным (до 0,5 м) слоем лёссоподобных суглинков. Рельеф в центре и на востоке средне- и крупнохолмистый, в западной части мелкохолмистый, местами платоподобный, с колебаниями относительных высот 5—10 м.
По Лукомской возвышенности протекают небольшие реки, принадлежащие к бассейну Западной Двины. На территории располагаются озёра Турицкое, Сорочинское, Слидец.
20 % территории возвышенности покрыто лесом.